# Phinehas ben Jair
Phinehas ben Jair (ebraico: פנחס בן יאיר) (Lod, II secolo – ...) era un saggio ebreo rabbino Tanna, della 4ª generazione tannaitica.
Visse probabilmente a Lydda (Lod) nella seconda metà del II secolo. Suocero di Shimon bar Yochai e discepolo di Judah I. Ebbe più fama come persona caritatevole e pia, piuttosto che come erudito, sebbene le sue discussioni col genero dimostrassero una grande sagacia e profonda conoscenza della tradizione ebraica.
Un midrash intitolato Tadshe o Baraita de-Rabbi Pinehas ben Ya'ir, gli è stato attribuito per due motivi: uno è che esso comincia col commento di Phinehas sulla Genesi 1:11, e l'altro è che il settimo capitolo inizia con un suo detto riguardante l'albero della conoscenza. Phinehas fu sepolto a Kefar Biram, in Terra di Israele.

## Biografia
Un'aggadah descrive la scrupolosa onestà di Phinehas: una volta due uomini misero in deposito presso di lui due seah (una quantità) di grano. Dopo una prolungata assenza dei depositari, Phinehas seminò il grano e mise da parte il raccolto. Fece così per sette anni consecutivi, e quando finalmente i due uomini ritornarono per farsi restituire il deposito, Phinehas restituì tutto il grano accumulato.
Si dice che Phinehas non abbia mai accettato inviti a pranzo e, dopo aver raggiunto la maggiore età, abbia rifiutato di mangiare al tavolo di suo padre. La motivazione addotta da lui per questo comportamento è che esistono due tipi di persone: (1) coloro che sono disposti ad essere ospitali, ma non possono permetterselo, e (2) coloro che ne hanno i mezzi, ma non sono disposti a estendere la propria ospitalità agli altri. Judah I una volta lo invitò ad un pasto ed eccezionalmente Phinehas decise di accettare l'invito, ma al suo arrivo nella casa del patriarca, notò nel giardino dei muli di un certo tipo, il cui uso era vietato dalla tradizione locale a causa del pericolo del loro imbizzarrimento. Allora tornò indietro e non si fece più vedere..
Phinehas era molto attento agli ordinamenti che riguardavano la decima maaser Questo aspetto della devozione di Phinehas viene descritta iperbolicamente nell'Aggadah, che narra di un mulo che apparteneva a Phinehas e che, essendogli stato rubato, fu liberato dopo un paio di giorni poiché rifiutava di mangiare cibo dal quale non fosse stata estratta la decima.
L'Aggadah gli attribuisce molti miracoli, tra i quali quello di esser passato all'altra sponda del fiume Ginai senza bagnarsi, mentre lo attraversava per andare a riscattare alcuni prigionieri. Secondo un'altra versione, Phinehas fece questo miracolo mentre stava andando alla scuola per insegnare una lezione. I suoi allievi, che lo avevano seguito, gli chiesero se potevano attraversare il fiume senza pericolo, come aveva fatto lui, e Phinehas rispose: "Solo coloro che non hanno mai offeso nessuno, possono farlo."

## La dottrina
Phinehas illustra in maniera cupa i suoi tempi. "Dalla distruzione del Tempio", narra, "i membri e i liberti vengono svergognati, coloro che rispettano la Legge sono disprezzati, la violenza e gli informatori hanno il sopravvento, e nessuno si preoccupa del popolo o invoca pietà per loro. Non abbiamo alcuna speranza se non in Dio." Altrove dice: "Perché di questi tempi le preghiere degli ebrei non vengono ascoltate? Perché loro non conoscono il Santo Nome di Dio." Phinehas credeva comunque nella perfettibilità dell'uomo ed enumerò le virtù che rendono l'uomo degno di ricevere lo Spirito Santo. La legge, diceva, porta alla prudenza; la prudenza, alla diligenza; la diligenza, alla nettezza; la nettezza, al ritiro; il ritiro, alla purezza; purezza, alla pietà; la pietà, all'umiltà; l'umiltà, al timore di peccare; il timore di peccare, alla santità; la santità, al ricevere lo Spirito Santo, e lo Spirito Santo, alla risurrezione.